# Cymothoe jacksoni
Cymothoe jacksoni är en fjärilsart som beskrevs av Van Someren 1939. Cymothoe jacksoni ingår i släktet Cymothoe och familjen praktfjärilar. Inga underarter finns listade i Catalogue of Life.